# Sankan Biriwa
Sankan Biriwa est un sommet dans les Tingi Hills à l'Est de la Sierra Leone possédant deux cimes de plus de 1 800 mètres d'altitude, la plus septentrionale étant le deuxième plus haut sommet du pays à 1 853 m.
Il fait partie de la réserve forestière des Tingi Hills,, d'une superficie de 143 km2, et ayant le statut de parc national depuis 1947.